# Shichishoku Konnyaku
Shichishoku Konnyaku o Nanairo Konnyaku (Konjac de siete colores) es el nombre del segundo álbum indie de la banda japonesa Ikimono Gakari lanzado a la venta el 28 de agosto de 2004 por el sello indie Cubit Club.

## Lista de canciones
1. Manatsu no Elegy (真夏のエレジー) "Elegía de San Juan"
2. Karakuri (からくり) "Mecanismo"
3. Amaashi (あまあし) "Pasando lluvias"
4. Akai Kasa (赤いかさ) "Paraguas rojo"
5. Yume dai ~Tooku He~ (夢題～遠くへ～) "Soñar ~En la distancia~"

## Observación
El número siete "七" en japonés puede ser "shichi" según raíz china o "nana" según raíz japonesa, lo mismo para "color" (shoku o iro).